# Día Internacional para Concienciar sobre el Desarme y la No Proliferación
El Día Internacional para Concienciar sobre el Desarme y la No Proliferación es una jornada que se celebra anualmente el 5 de marzo desde 2023, establecida por la Asamblea General de las Naciones Unidas (AGNU) en 2022.

## Proclamación
Día Internacional para Concienciar sobre el Desarme y la No Proliferación fue establecido en 2022 por la (AGNU). La proclamación de este día busca fomentar una mayor conciencia y comprensión sobre las cuestiones de desarme y no proliferación, especialmente entre los jóvenes. Esta iniciativa refleja el compromiso continuo de la ONU con los objetivos de desarme multilateral y limitación de armas, esenciales para mantener la paz y la seguridad internacionales.

## Celebración
Este día se celebra anualmente el 5 de marzo. Esta fecha fue elegida en conmemoración de la entrada en vigor del Tratado sobre la No Proliferación de Armas Nucleares, simbolizando un momento crucial en los esfuerzos internacionales de desarme. La primera celebración de este día tuvo lugar el 5 de marzo de 2023, con eventos que incluyeron un lanzamiento en línea coorganizado por la Misión Permanente de la República de Kirguistán ante las Naciones Unidas y la Oficina de las Naciones Unidas para Asuntos de Desarme. Las actividades promovidas abarcan paneles de discusión, campañas de concientización y educación sobre desarme, dirigidas a involucrar a diversos actores, incluyendo Estados miembros, organizaciones civiles y principalmente, a los jóvenes.